# アッローネ
アッローネ（伊: Arrone）は、イタリア共和国ウンブリア州テルニ県にある、人口約2,500人の基礎自治体（コムーネ）。

## 地理

### 位置・広がり
テルニ県南東部のコムーネ。

#### 隣接コムーネ
隣接するコムーネは以下の通り。括弧内のRIはリエーティ県所属を示す。
- フェレンティッロ
- ラブロ (RI)
- モンテフランコ
- モッロ・レアティーノ (RI)
- ポリーノ
- テルニ

### 気候分類・地震分類
アッローネにおけるイタリアの気候分類 (it) および度日は、zona D, 1800 GGである。
また、イタリアの地震リスク階級 (it) では、zona 1 (sismicità alta) に分類される。

## 行政

### 分離集落
アッローネには以下の分離集落（フラツィオーネ）がある。
- Buonacquisto, Casteldilago, Castiglioni, Colleluccio, Vallefredda, Colle Sant'Angelo, Palombare, Rosciano, Tripozzo, Vallecupa, Valleludra, Ambresciano, Colleporto

## 文化・観光
「イタリアの最も美しい村」クラブ加盟コムーネである。